# Žernovice
Žernovice (en allemand : Schernowitz) est une commune du district de Prachatice, dans la région de Bohême-du-Sud, en République tchèque. Sa population s'élevait à 325 habitants en 2023.

## Géographie
Žernovice se trouve à 4 km au nord-est du centre de Prachatice, à 33 km à l'ouest-nord-ouest de České Budějovice et à 121 km au sud-sud-ouest de Prague.
La commune est limitée par Těšovice au nord, par Vitějovice au nord-est et à l'est, par Nebahovy au sud, et par Prachatice à l'ouest.

## Histoire
La première mention écrite du village date de 1334.

## Administration
La commune se compose de deux sections :
- Dubovice
- Žernovice

## Transports
Par la route, Žernovice se trouve à 6 km de Prachatice, à 40 km de Ceské Budejovice et à 155 km de Prague.